# Anisolepis grilli
El camaleoncito selvático (Anisolepis grilli) es una especie del género de lagartos trepadores Anisolepis, de la familia Polychrotidae. Habita en el centro-este de América del Sur.

## Nombres vulgares
Además de camaleoncito selvático,  también es denominado comúnmente lagarto arborícola selvático, lagarto arborícola misionero, lagartija arborícola,  lagartija trepadora, etc.

## Taxonomía
Esta especie fue descrita originalmente en el año 1891 por el  biólogo belga - inglés George Albert Boulenger.
Para algunos autores las especies que integran el género Anisolepsis deberían ser colocadas en las familias Leiosauridae o en Iguanidae.
Etimología
La etimología del término genérico, Anisolepis, deriva del idioma griego, donde anisos significa 'desigual' lepis significa  'escama', en referencia a la heterogeneidad de la escamación. El epíteto específico grilli rinde honor al colector de los sintipos: el Dr. G. Franco Grillo.
Localidad tipo
La localidad tipo es: «Palmeira, Paraná, Brasil».

## Características
Entre hocico y cloaca, el cuerpo del macho puede llegar a medir hasta 7,9 cm, mientras que el de la hembra llega hasta los 9,7 cm.
Presenta variados patrones de coloración, amén de importante dimorfismo sexual cromático.

## Costumbres
En razón de su coloración críptica y comportamiento secretivo, muchos detalles de su biología permanecen ignorados. Se mueve entre la vegetación de manera lenta, quedando inmóvil durante largo tiempo. Se sabe que frente a una amenaza produce un bufido abriendo la boca y exhibiendo sus comisuras, las que presentan una coloración amarillo fuerte.

## Distribución geográfica
Esta especie es un endemismo de las selvas del centro-este de América del Sur.
Es conocida del este del Brasil, en los estados de Minas Gerais, Río de Janeiro, São Paulo, Paraná, Santa Catarina y Río Grande del Sur.
También habita en la provincia de Misiones, en el nordeste de la Argentina.
Dos muestras están etiquetadas como «Montevideo, Uruguay», sin embargo, se ha puesto en duda esta localidad.

## Conservación
Este lagarto ha sido evaluado a nivel global como de «Preocupación Menor», ya que tiene una gran distribución y no está afectado por ninguna amenaza importante, ni está sometido a un descenso de su población.
Esta especie es muy común en las selvas de la mata atlántica y de las araucarias. En el estado de Paraná, es uno de los lagartos más comunes. 
Esta especie ha sido categorizada en la Argentina como “especie amenazada”. La razón es que al ser esta una especie forestodependiente, la profunda transformación que sufre su hábitat la afecta de un modo directo. Se encuentra protegido por un área de conservación de nivel nacional: el parque nacional Iguazú.